# Borys Malkin
Borys Malkin (ur. 20 listopada 1917 w Witebsku, zm. 12 sierpnia 2009 w Warszawie) – polski antropolog i entomolog, badacz kultur Indian Ameryki Południowej.
Urodził się Witebsku, a dzieciństwo i wczesną młodość spędził w Warszawie (1918 – 1938). Od najmłodszych lat posiadał ściśle ukierunkowaną pasję. Przejawiał nieukrywaną ciekawość do poznawania świata, namiętnie studiując i przerysowując mapy, a także pogłębiając wiedzę o odległych krajach. Obok geografii interesowały go również wszelkiego rodzaju zwierzęta, a zwłaszcza owady. W 1938 r. wyemigrował do Stanów Zjednoczonych. Zamieszkał w Nowym Jorku, gdzie nawiązał kontakty z entomologami skupionymi wokół dwóch towarzystw miłośników chrząszczy, uczęszczając na organizowane przez nich spotkania odbywające się przy Brooklyn Museum i American Museum of Natural History. W tym okresie zrodziły się też zainteresowania Borysa Malkina antropologią zwłaszcza pod wpływem lektury Franza Boasa The Mind of Primitive Man.
W 1941 r. rozpoczął studia na University of Oregon w Eugene jednocześnie na dwu kierunkach: antropologii oraz biologii z naciskiem na zoologię. W 1941 roku otrzymał powołanie do wojska. Walczył w jednostkach US Air Force na Pacyfiku (na Nowej Gwinei Holenderskiej, Queensland, Darwin, na wyspie Sir Graham Moore i na wyspie Luzon). Czas wolny poświęcał na gromadzenie pająków dla American Museum of Natural History w Nowym Jorku oraz owadów dla Smithsonian Institution w Waszyngtonie. Efektem tej działalności było stworzenie jednej z trzech największych kolekcji insektów, zebranych przez żołnierzy amerykańskich podczas II wojny światowej.
Po wojnie wyjechał do Europy, by kontynuować studiowanie antropologii na University College w Londynie oraz archeologię krajów Bliskiego Wschodu i Europy w Institute of Archaeology w London School of Economics. Jednocześnie zafascynowany Afryką uczęszczał do Institute of African Studies, przygotowując się do wyprawy na kontynent afrykański, którą urzeczywistnił w 1948 r. dzięki funduszom otrzymanym z California Academy of Sciences w San Francisco. Celem wyprawy było gromadzenie insektów żyjących na terenie Afryki dla tejże Akademii. W Stanach Zjednoczonych kontynuował studia uniwersyteckie w zakresie antropologii i biologii, na University of Washington w Seattle, a w roku 1957 otrzymał etat wykładowcy na University of Minnesota w Minneapolis, ucząc studentów antropologii ogólnej. Po upływie niespełna dwóch lat zrezygnował z kariery naukowej, poświęcając się swej kolekcjonerskiej i podróżniczej pasji. 
Od tej pory rozpoczął intensywne prace terenowe, zlokalizowane głównie w Ameryce Południowej, gromadząc jednocześnie zbiory entomologiczne i etnograficzne dla muzeów.  W latach 1957 – 1994 przebadał ponad 40 grup tubylczych zamieszkujących tereny Brazylii, Kolumbii, Surinamu, Ekwadoru, Peru, Boliwii, Paragwaju, Panamy, Chile i Argentyny. Do wielu plemion powracał wielokrotnie, co pozwoliło mu na dogłębne ich rozpoznanie i prześledzenie zmian kulturowych, jakim podlegały na przestrzeni lat. Swoją działalność nazywał „antropologią naglącą” uważając, że jest to ostatni moment na udokumentowanie zanikających tradycyjnych kultur indiańskich. Przez lata swego aktywnego i pracowitego życia zebrał blisko 17 tysięcy przedmiotów kultury materialnej Indian Ameryki Południowej i około 1 miliona okazów entomologicznych i herpetologicznych. Dziś zbiory te przechowywane są w czołowych muzeach Europy, Ameryki oraz polskich, w tym w Muzeum Etnograficznym w Krakowie, Muzeum Narodowym w Poznaniu, Muzeum Narodowym w Szczecinie i Państwowym Muzeum Etnograficznym w Warszawie.
- B. Malkin, Odchodzący świat. Tropem kultur indiańskich i świata przyrody Ameryki Południowej, Warszawa 2007
- M. Kairski, Borys Malkin – etnograf – przyrodnik – kolekcjoner. „Lud”, T. 85: 1999.
- J. Kukuczka, „Jest to dla mnie wycieczka deficytowa...”, czyli marokański epizod w życiu Borysa Malkina”. Rocznik Muzeum Etnograficznego im. Seweryna Udzieli w Krakowie, t.XVI
- National Geographic, Odchodzący świat Borysa Malkina
- National Geographic, galeria zdjęć Borysa Malkina
- Muzeum Etnograficzne w Krakowie im. Seweryna Udzieli, wpisy poświęcone Borysowi Malkinowi
- B. Lanza, Modern and Precolumbian Latin American Material of the „Colezione Etnografica Lanza” collected by Borys Malkin, „Museologia scientifica”, 19 (2): 2004 (2002), s. 317-378.
- M. Nierzwicka, Badania etnograficzne Borysa Malkina w świetle listów do Heleny Przestalskiej-Malkin. Wyprawa do Indian Kofán, [w:] Sztuka Ameryki Łacińskiej, T.1: Studia o sztuce prekolumbijskiej i iberoamerykańskiej, red. E. Kubiak, Wydawnictwo A. Marszałek, Toruń 2011, s. 93-112.
- M. Nierzwicka, Zbiory kolumbijskie w muzeach polskich z kolekcji podróżnika i antropologa - Borysa Malkina, „Rocznik Muzeum Okręgowego w Toruniu, T. 18, 2009, s. 79-90.